# Julien Derouault
 (février 2017).
Si vous disposez d'ouvrages ou d'articles de référence ou si vous connaissez des sites web de qualité traitant du thème abordé ici, merci de compléter l'article en donnant les références utiles à sa vérifiabilité et en les liant à la section « Notes et références ».
Julien Derouault, né le 28 décembre 1978, est un danseur et chorégraphe français. Il est l'époux de Marie-Claude Pietragalla.

## Biographie
Julien Derouault commence la danse au Conservatoire du Mans puis au Conservatoire à rayonnement régional d'Angers. En 1994, il poursuit sa carrière aux côtés de Larrio Ekson et de Redha. En 1996, il intègre l'École nationale supérieure de danse de Marseille, puis dans les mois qui suivent le Ballet national de Marseille, dirigé alors par Roland Petit.
Désigné soliste lors de la direction de Marie-Claude Pietragalla, il interprète des pièces de Richard Werlock (Stetl), de Rudi van Dantzig (Roméo et Juliette), de Claude Brumachon (Lola et Les Indomptés et Voyageurs d'Innocence), et de Marie-Claude Pietragalla (Vita, Corsica, Sakountala). Il travaille également avec Rui Horta. Multipliant ainsi les expériences, il maîtrise aussi bien le répertoire classique que contemporain, tout en perfectionnant sa technique propre.
Il crée pour les chorégraphies de Marie-Claude Pietragalla le rôle d'Hilarion dans Giselle, Ivresse, solo, le rôle d'Abderahm dans Raymonda, troisième acte, le rôle principal dans Fleurs d'automne, Ni Dieu, ni maître, le rôle de la mort dans Sakountala.
Depuis septembre 2000, il travaille avec Marie-Claude Pietragalla sur l'ensemble de ses créations, devenant ainsi chorégraphe associé en 2004, date à laquelle ils fondent la compagnie Théâtre du Corps Pietragalla-Derouault, lieu de recherche chorégraphique sur le théâtre du corps. Ils co-écrivent et créent les chorégraphies Souviens-toi... , Ivresse, Les Noces et Le Sacre du Printemps, Conditions humaines (hommage aux ouvriers des mines, 2006), Sade ou le Théâtre des fous, Marco Polo où il tient le rôle principal (2008), La Tentation d'Ève (2011).
En mars 2016, il participe au tournage du quatrième épisode de la série Capitaine Marleau, intitulé Brouillard en thalasso, où il joue le rôle d'un chorégraphe au côté de Muriel Robin.
Avec la danseuse Marie-Claude Pietragalla, il a ouvert le 17 septembre 2018 à Alfortville une école de danse accessible aux amateurs comme aux professionnels.

## Chorégraphies
- Fleurs d'automne, 2000
- Sakountala, 2000
- Ivresse, 2001
- Enzo, Olympia, 2002 (duo créé pour le spectacle de Christophe lors des Victoires de la musique)
- Illusions d'éternité, 2002
- Don Quichotte, 2003
- Métamorphoses, spectacle crée pour l'école de danse de Marseille, 2003
- Ni dieu ni maître, Théâtre Toursky Marseille et Olympia de Paris, musique Léo Ferré et Elizabeth Cooper, 2003 (de là, une nouvelle version de Don Quichotte : Minkus-Cooper)
- Le Sacre du printemps, 2005
- Souviens toi..., 2005
- Les Noces, 2006
- Conditions humaines, 2006
- Sade ou le Théâtre des fous, château de Lacoste, commande de Pierre Cardin, 2007
- La Tentation d'Ève, scène du Palace de Paris, 2010
- Le temps brûle, 2010
- La Nuit des poètes, 2011
- Variations poétiques, 2012
- Les Chaises ?, 2012
- Clowns, 2012
- M. et Mme Rêve, Compagnie Pietragalla-Derouault, réalisé en coproduction avec Dassault Systèmes, 2013[5]
- Beau Malheur, 2013 (duo créé pour le clip de cette chanson d'Emmanuel Moire)[6]
- Être ou paraître sur une musique signée Yannaël Quenel, 2014[7]
- Je t'ai rencontré par hasard, 2014